# Wallfahrtskirche Herrgottsruh (Friedberg)

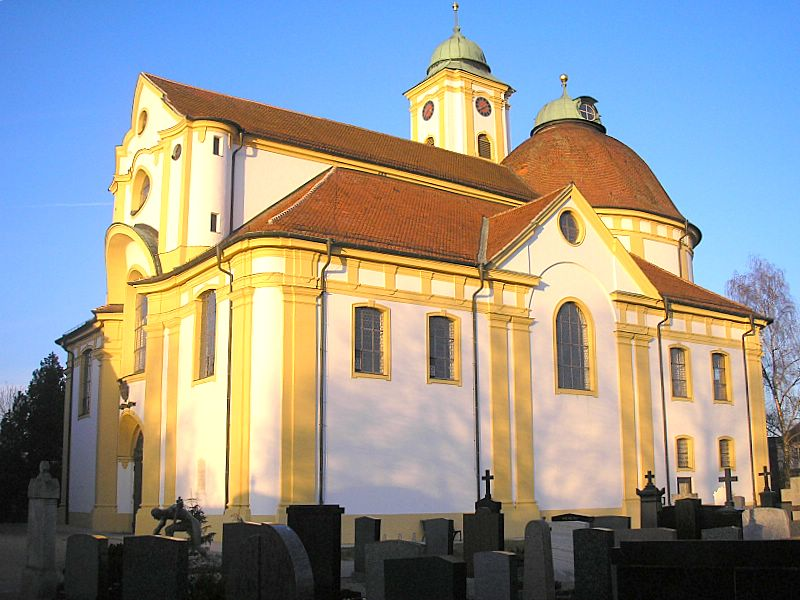
Gesamtansicht vom Friedhof

Die Wallfahrtskirche Herrgottsruh (Unseres Herren Ruhe) liegt am östlichen Stadtrand der ehemaligen Grenzfestung Friedberg im Landkreis Aichach-Friedberg im heutigen Schwaben. An der Ausstattung des monumentalen Spätbarockbaues waren einige der bedeutendsten Künstler des bayerischen Rokoko beteiligt, die ein Raumkunstwerk von bemerkenswerter inhaltlicher und formaler Geschlossenheit gestalteten. Der ursprüngliche Zustand konnte bei der großen Generalsanierung nach der Jahrtausendwende wiederhergestellt werden.

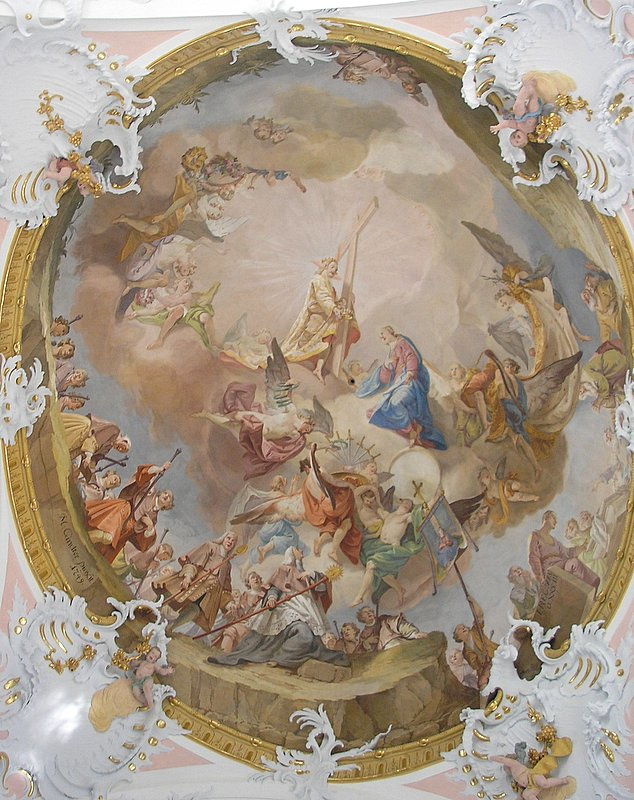
Fresko im Langhaus

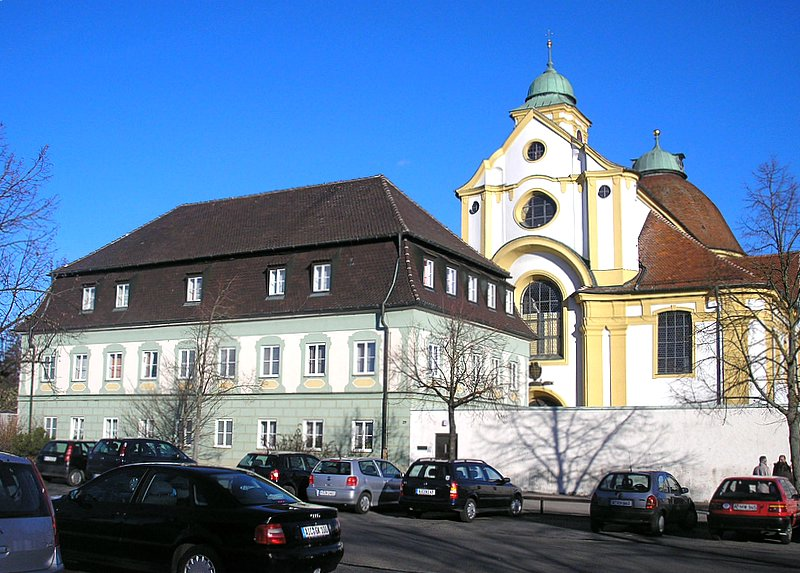
Priesterhaus und Westfassade

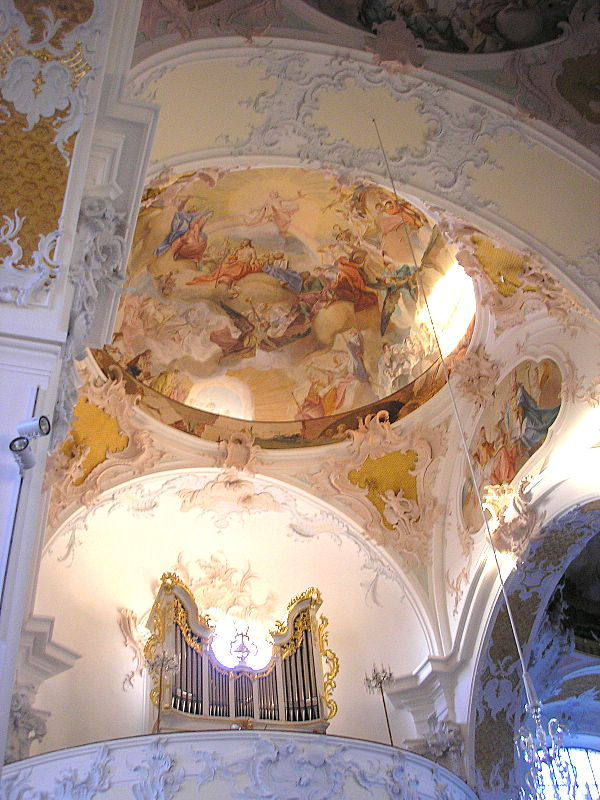
Die westliche Mittelschiffskuppel mit dem „Jüngsten Gericht“

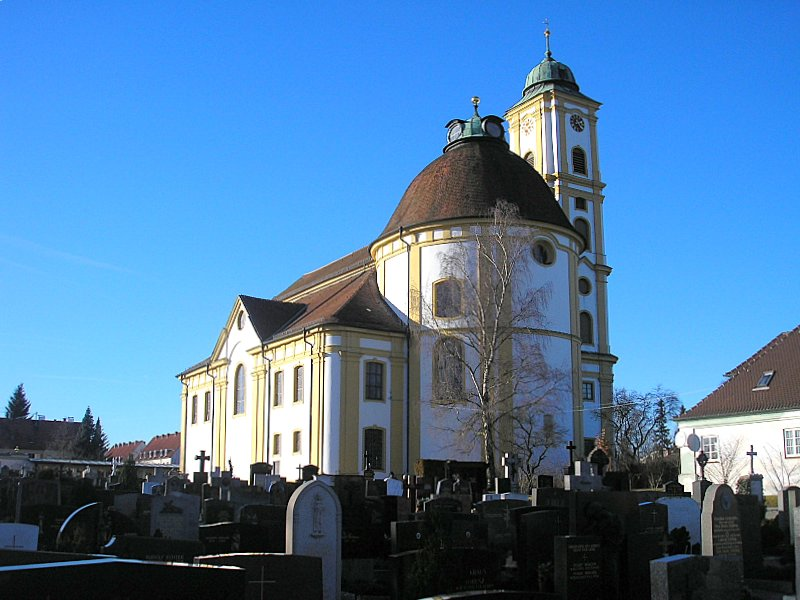
Blick von Südosten

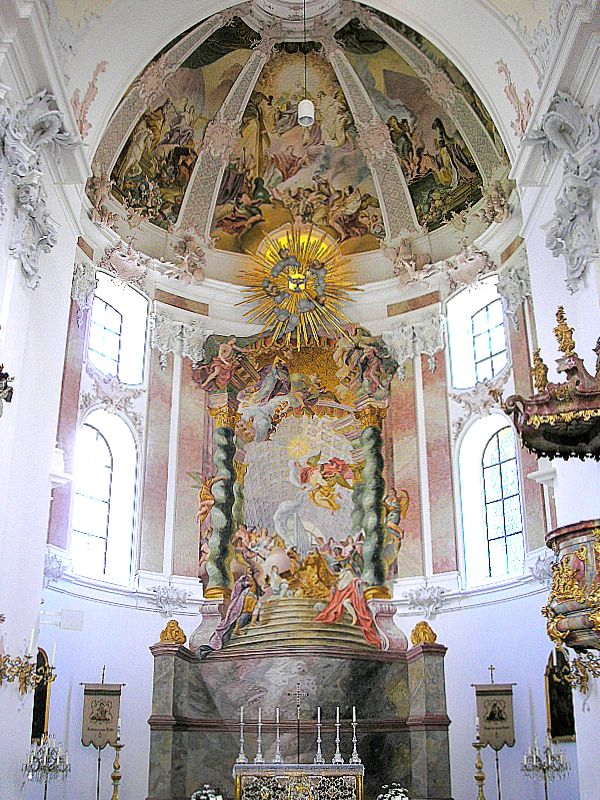
Chor und Altarfresko

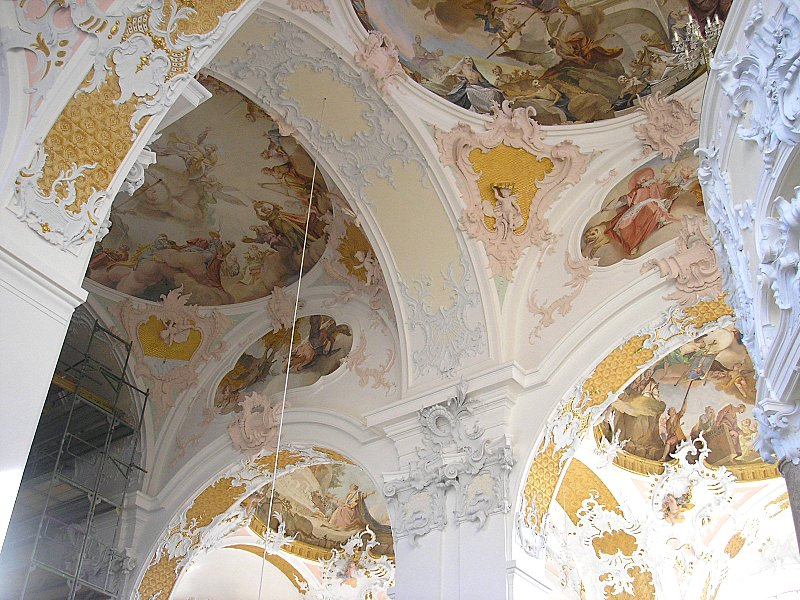
Das Hauptschiff nach der Sanierung

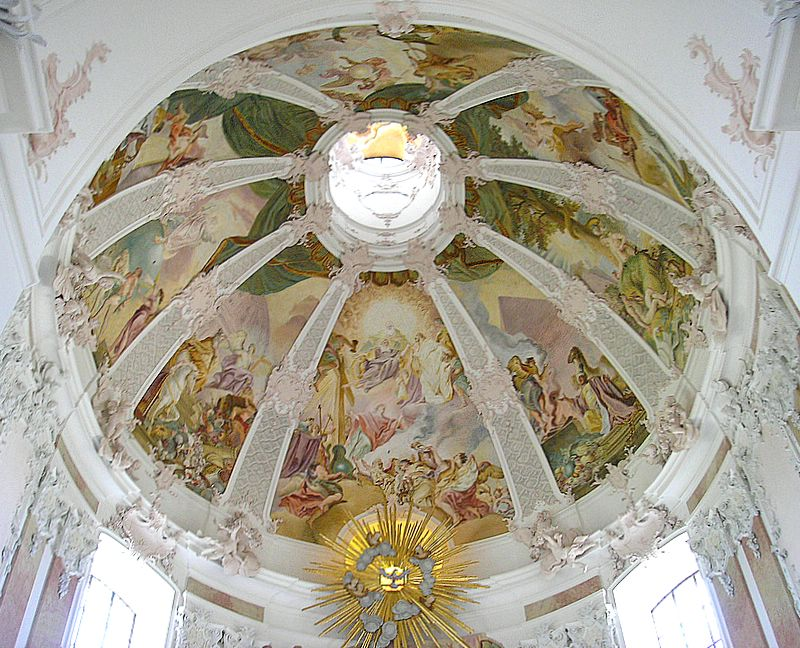
Die Chorkuppel

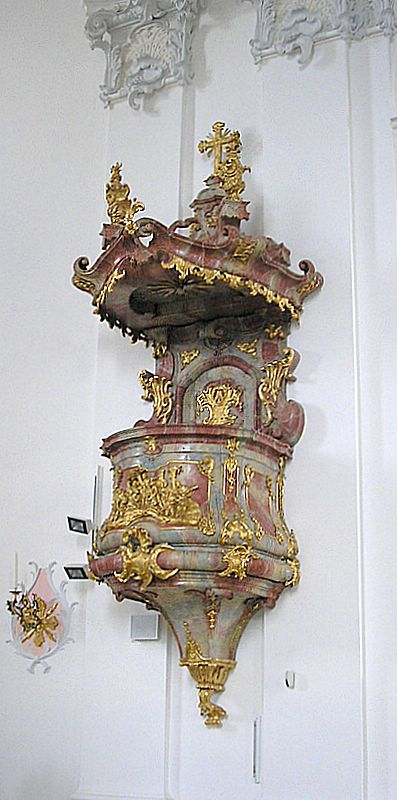
Die Kanzel

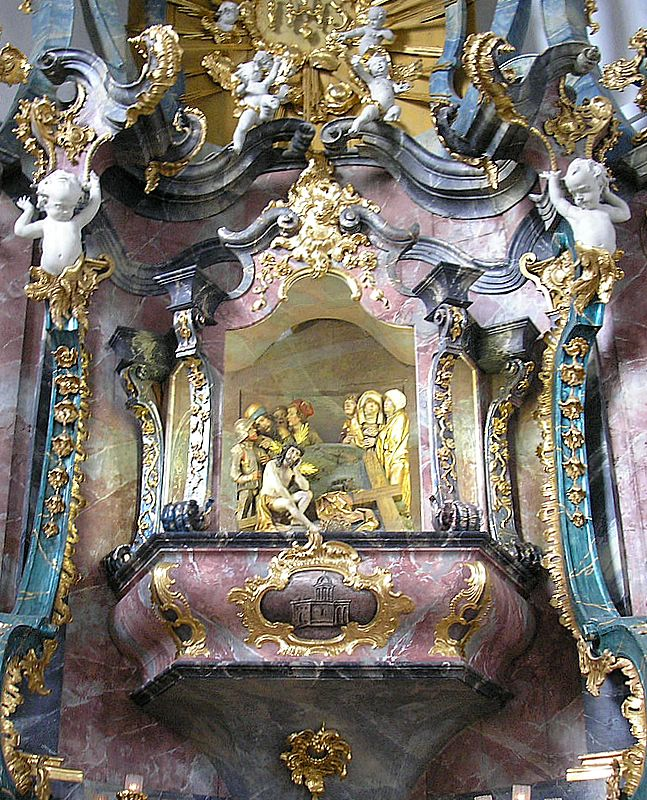
Das spätgotische Gnadenbild

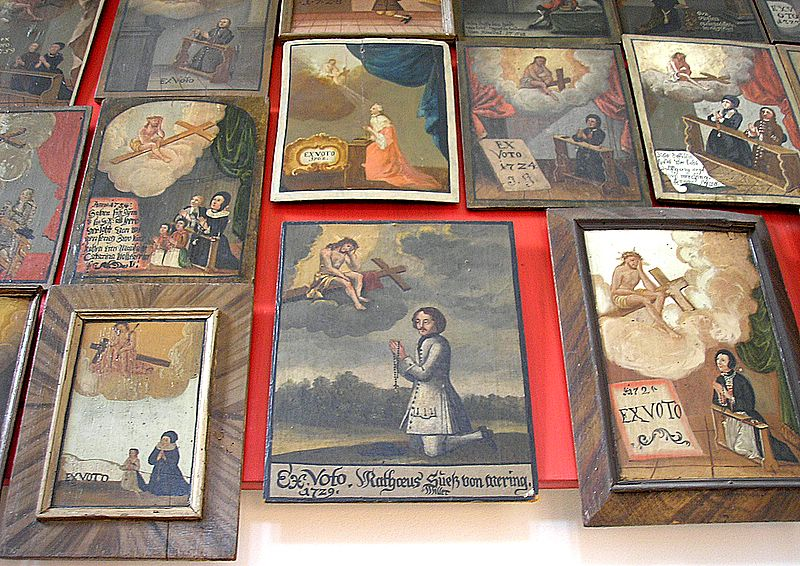
Votivtafeln im nördlichen Seitenschiff

## Geschichte
Die Wallfahrt geht der Überlieferung nach auf ein Gelübde eines mittelalterlichen Jerusalempilgers zurück. Der Friedberger soll auf der Rückreise aus dem Heiligen Land in türkische Gefangenschaft geraten sein und den Bau einer Kapelle auf seinem heimischen Acker gelobt haben, falls er glücklich wieder nach Hause gelangen würde. Tatsächlich fand man 1964 die Fundamente einer kleinen Kapelle, die eine Nachbildung des Hl. Grabes gewesen sein dürfte.
Am zweiten Oktober 1496 weihte der Augsburger Weihbischof Johannes Kerer den Chor und den Hochaltar einer Wallfahrtskapelle an dieser Stelle. Diese kleine Kirche wurde ab 1599 nochmals vergrößert und 1606 konsekriert. Auf einigen Votivbildern ist ein einfaches Kirchlein mit einem Zwiebelturm überliefert, das 1632 während des Dreißigjährigen Krieges beschädigt, anschließend aber restauriert wurde.
Die Wallfahrt erhielt immer zahlreicheren Zulauf. Man erzählte sich von Wunderheilungen und Gebetserhörungen, nachts sollen Musik- und Lichterscheinungen aus dem Innenraum gedrungen sein.
Während des Spanischen Erbfolgekrieges (um 1705) kam es zu erneuten Verwüstungen. Der Zustrom an Hilfesuchenden und Pilgern wuchs trotzdem stetig an, so dass man gegen 1720 einen Neubau der Kirche ins Auge fasste. 1727 wurde das erhaltene, aber etwas veränderte große Priesterhaus errichtet. Am 16. Juni 1731 legte der bayrische Kurfürst Karl Albrecht schließlich den Grundstein der Wallfahrtskirche im Rokokostil, deren Rohbau 1738 vollendet war. Ausführender Architekt war Johann Benedikt Ettl.
Anschließend begann die Innenausstattung durch die besten zeitgenössischen bayerischen Künstler und Handwerker. Die Stuckaturen Franz Xaver und Johann Michael Feuchtmayers formen zusammen mit den Wand- und Deckenfresken Cosmas Damian Asams und Matthäus Günthers und der Architektur Ettls eines der bedeutendsten Raumbilder der Architektur des 18. Jahrhunderts in Altbayern.
Am 30. September 1753 konnte der Augsburger Weihbischof Franz Xaver Adelmann von Adelmannsfelden das Gotteshaus einweihen, am nächsten Tag übertrug man das Gnadenbild auf den neuen Gnadenaltar im nördlichen Seitenschiff. 1756 und nochmals 1758 verursachten Stürme so starke Schäden, dass Matthäus Günther zwei Gewölbefelder neu ausmalen musste.
Im Zuge der Säkularisation sollte auch dieses Gotteshaus abgerissen werden. Der Stadtrat bestimmte daraufhin die Wallfahrtskirche zur Friedhofskapelle und ermöglichte so die Erhaltung. 1868/70 restaurierte man das Gebäude und veränderte es im Zeitgeschmack. So wurde etwa das Chorwandfresko Asams wegen fehlenden „künstlerischen Werts“ übertüncht und ein Neurenaissancehochaltar angeschafft. Ab 1964 begann eine erneute Sanierung, die den ursprünglichen Zustand der Bauzeit weitgehend wiederherstellte. Der neue Hochaltar verschwand wieder aus dem Presbyterium und Asams Wandbild kam wieder zum Vorschein.
1998 wurde der Außenbau renoviert und die originale Farbigkeit wiederhergestellt. 2003 wurde der erste Abschnitt der Innensanierung (Heizung, Elektrik, Neugestaltung Chorraum) begonnen, und 2005 mit der Renovierung der Raumschale fortgesetzt. Seit 2006 kann das Kirchenschiff wieder betreten werden.

## Beschreibung
Die Wallfahrtskirche liegt östlich der Altstadt am heutigen Stadtrand und ist vom Friedhof umgeben. Vor der Westfassade steht das Priesterhaus von 1727, dessen zwei Geschosse von einem Walmdach abgeschlossen werden.
Der breit gelagerte, etwas gedrungen wirkende Außenbau der Kirche wird von der Kuppel der Chorrotunde und dem Chorseitenturm im Norden überragt. Südlich ist die zweigeschossige Sakristei an die Rotunde angefügt, die deshalb nur halbrund in der Art einer Apsis ausspringt.
Die Außengliederung besteht aus doppelten Kolossalpilastern, zwischen denen die Fenster eingebunden sind. Auf der Südseite täuscht ein dreieckiger Zwerchgiebel ein nicht vorhandenes Querschiff vor. Das Mittelschiff ist in der Art einer Pseudobasilika (Staffelhalle) überhöht. Die dreiachsige Hauptfassade schwingt im Mittelteil vor- und zurück. Das Westportal sitzt in einer hohen Rundbogennische, darüber ragt das überhöhte Mittelschiff. Unter der Dachfläche läuft ein Bänderfries um den Bau, der mit Sattel- und Walmdächern gedeckt ist. Die Rotunde wird durch eine Kuppel mit Aufsatz bekrönt. Einen ähnlichen, niedrigen Aufsatz besitzt auch der Glockenturm auf der Nordseite.

## Innenraum
Durch das Westportal gelangt man in einen geräumigen Vorraum, der durch ein schmiedeeisernes Gitter vom Langhaus abgesondert ist.
Das zweijochige Langhaus wird durch die beiden mächtigen Pfeiler in drei Schiffe untergliedert. Das Mittelschiff öffnet sich zum runden Chorraum, die Seitenschiffe werden vom Bruderschafts- und Gnadenaltar abgeschlossen. Die dreischiffige Anlage und die „spätgotische“ Überhöhung (ca. 2,20 m) des Mittelschiffes vermittelt den Raumeindruck einer barockisierten, mittelalterlichen Architektur, die jedoch tatsächlich das Ergebnis des Neubaus des 18. Jahrhunderts ist.
Die Langhausjoche werden von sechs freskierten Rund- bzw. Querovalkuppeln (Seitenschiffe) überspannt, die durch breite Gurtbögen getrennt werden. Die westliche Mittelschiffskuppel wird durch ein kleines Fenster direkt belichtet und besitzt eine kleine Empore. Bei günstigen Lichtverhältnissen ergibt sich so ein eindrucksvoller barocker Illusionseffekt. Die „Gerechten“ ziehen während des „Jüngsten Gerichtes“ durch ein gemaltes Felsentor direkt in den Himmel, aus dem Tor fällt durch das verdeckte Fenster helles Licht auf die Szene.
Die Chorkuppel ist durch acht Stuckbänder in ebenso viele Abschnitte unterteilt, der Chorraum durch marmorierte Doppelpilaster gegliedert. Statt eines Hochaltars schließt das wieder freigelegte Wandfresko Cosmas Damian Asams das Presbyterium ab.

## Ausstattung
Der Raum wird von den Fresken Günthers und Asams sowie den Stuckaturen der Feichtmayrs geprägt. Das ikonographische Programm wurde entsprechend dem Doppelpatrozinium der Kirche gewählt. Darstellungen der Dreifaltigkeit und der Heiligen Drei Könige werden durch Bilder des Leidenden Christus und der Schmerzhaften Maria (Patrone der Wallfahrtsbruderschaft) ergänzt.
Im Chorwandfresko Asams verbinden sich ungewöhnlicherweise Darstellungen der Heiligen Dreifaltigkeit mit der Anbetung der Könige. Die Segmente des darüber liegenden Kuppelfreskos zeigen weitere Motive des Göttlichen Ratschlusses zu Erlösung der Menschheit, so etwa den Sündenfall und die Vertreibung bis zur Kreuzigung. Hierauf beziehen sich auch die Kuppelfresken im Mittelschiff. Im Osten wird die Vision des heiligen Johannes aus der Geheimen Offenbarung (Kap. 4/5) geschildert, in der Westkuppel ist das Jüngste Gericht dargestellt.
Das rechte Seitenschiff ist der Schmerzhaften Maria gewidmet. In der östlichen Kuppel sieht man ihre alttestamentliche Vorgängerin Abigail bittend vor König David (1 Sam 25 ). Im Westen fährt Maria aus dem Grab auf und wird von Christus bekrönt, unten ist eine Prozession der Bruderschaft der Kirche dargestellt, die vom Bauherren, Stadtpfarrer in Friedberg und Domkapitular von Augsburg, Maximilian Franz Dominikus von Eckher (1690–1749), Freiherr von Kapfing und Lichtenegg, angeführt wird. Der Seitenaltar nimmt als „Bruderschaftsaltar“ ebenfalls Bezug auf die Gottesmutter.
Im linken Schiff wird der Erlöser verehrt, der im spätgotischen Gnadenbild als Christus in der Rast erscheint. Ausgehend hiervon zeigen die Kuppelfresken die Heilung eines Kranken im Teich Bethesada (östlich) und die Himmelfahrt Christi. Beide Bilder entstanden 1764 bzw. 1772 nach dem Teileinsturz und gelten als schwächere Arbeiten Günthers, der auch die übrigen Fresken der Langhauskuppeln schuf. Allerdings musste insbesondere die Himmelfahrt im 19. Jahrhundert stark restauriert werden.
Die beiden Altäre in den Seitenschiffen wurden 1870 nach Stichen an den originalen Zustand angenähert. Der nördliche Gnadenaltar birgt in einem Schrein das spätgotische Gnadenbild (um 1496). Darum gruppieren sich Szenen der Passion Christi. Der Mittelpunkt des „Bruderschaftsaltars“ ist eine bedeutende Pietà von Ägidius Verhelst (um 1745). Auf vergoldeten Reliefs sind daneben die sechs übrigen Schmerzen Mariä dargestellt. Beide Altäre entstanden 1753/54 (Johann Wilhelm und Johann Michael Hegenauer zugeschrieben).
Die Kanzel am rechten Choreingang kam gegen 1770 hinzu. Der Kanzelkorb trägt Reliefs mit der Aussendung der Apostel.
Das schmiedeeiserne Gitter unter der Orgelempore ist das Werk des Augsburger Hofschlossers Albert Biber, die Empore mit ihren Marmorsäulen schuf der Augsburger Stadtsteinmetz Wolfgang Schindel.
Im Jahre 1870 beauftragte der damalige Wallfahrtsdirektor Alois Melcher (1814 – 1890) den Bildhauer Joseph Knabl (1819 – 1891), er war Professor für Christliche Kunst an der Akademie München, mit den Kreuzwegstationen, die an der Mauer zwischen Friedhofseingang und Priesterhaus angebracht wurden. Damit bereicherte Melcher den Friedhof und den Wallfahrtsbereich mit einer damals modernen Attraktion des 19. Jahrhunderts. Die Stationen wurden nach den Entwürfen Knabls in der Mayerschen Kunstanstalt in München in Terrakotta gegossen und farbig gefasst. Die mit der Zeit verblassten Stationen wurden im Jahre 2000 umfangreich saniert.
Der bedeutende Wallfahrtsdirektor Alois Melcher, der 23 Jahre von 1867 bis 1890 in Herrgottsruh wirkte, hatte auch noch eine weitere pastorale Idee umgesetzt. 1888 legte Melcher zwischen Priesterhaus und Kirche am Garteneingang die Lourdesgrotte mit einem fließenden Brunnen an. Es war eine der ersten Lourdesgrotten auf deutschem Boden. (vgl. Literaturverzeichnis: Gode Krämer)